# 벨아미

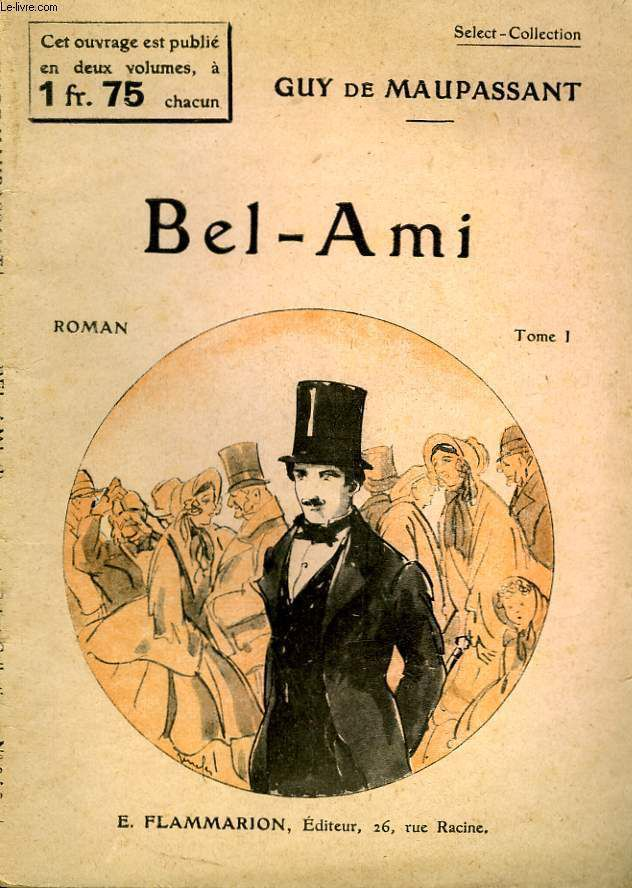

벨아미(프랑스어:Bel Ami)는 기 드 모파상의 장편소설로, 1885년 프랑스 파리에서 처음 출판되었다.
주인공 조르주 뒤루아는 19세기 프랑스의 사회상을 보여주는 주인공으로, 무명 청년이었으나 간교한 사교 기술과 빼어난 외모로 사교계의 기반을 닦아 마침내 대부호의 사위가 되어 장인이 경영하는 신문사의 실권을 장악하고 프랑스 언론에 군림하는 인물이다.

## 조르주 뒤루아와 인물들

### 조르주 뒤루아
가난한 농촌에서 태어난 조르주 뒤루아는 알제리 프랑스 자치령에서 군인으로 복무하다가, 새롭고 유복한 생활을 꿈꾸며 파리로 오지만 북부 철도 사무원 자리를 얻어 하루를 근근이 보낸다. 어느 날 뒤루아는 길에서 우연히 전우 포레스티를 만나고, 그 덕분에 잘나가는 잡지 《라비 프랑세즈》(프랑스인들의 삶)에 취직한다. 포레스티에를 통해 화려한 사교계의 맛을 본 뒤루아는 그 역시 상류사회의 일원이 되고 싶다는 욕망에 조바심을 낸다.
그러던 중, 적당한 부와 지위를 갖춘 귀부인 드 마렐이 뒤루아에게 호감을 보이고, 뒤루아는 예상 외로 너무도 쉽게 그녀를 유혹해 낸다. 사랑에 빠진 드 마렐은 뒤루아에게 육체적 쾌락뿐만 아니라 안정된 생활을 위한 자금까지 제공한다. 뒤루아는 이에 만족하지 않고 더 많은 여자들에게 접근한다. 아름다운 남자, ‘벨아미’라는 별명까지 얻은 뒤루아는 자신을 신문사에 취직시켜 준 친구 포레스티에의 아내와 신문사 사장 왈테르 가족에 이르기까지, 자신에게 부와 쾌락, 명예를 안겨 줄 수 있는 여자라면 누구든지 유혹하고 버리기를 반복한다.

### 인물들
포레스티에는 신문사에 일하고 있던 뒤루아의 전우로써, 조르주 뒤루아에게 신문사 일자리를 주선해 주어 그가 사교계에서 신분을 상승시킬 기회를 제공한다. 드 마렐 부인은 사교계에서 상승하는 기쁨을 맛보게 한 첫 정부이고, 또 다른 인물 왈테르부인은 뒤루아에게 유혹당한 뒤 그를 열렬히 사랑하지만 배신당하고, 후에 뒤루아가 자신의 딸을 유혹하는 것을 결사반대한다. 포레스티에 부인은 뒤루아가 처음 신문사에 취직하였을 때 글쓰기를 도움으로 안면을 트고, 포레스티에의 죽음 이후 뒤루아와 결혼하였으나, 결혼 후에 혼외정사를 하여 뒤루아에 의해 신고당하고, 결별/이혼하게 된다. 소설에서는 전반적으로 초연한모습을 보여준다. 왈테르는 뒤루아가 취직한 신문사의 사장으로, 자신의 부인과 딸을 유혹한 뒤루아에게 사회적인관심을 보이며,자신의 딸과 뒤루아를 결혼시키는데 찬성하여 뒤루아가 사회적 성공의 결말을 맺도록 하는 인물이다.

## 벨아미의 의의
작품 속에서 뒤루아가 손쉽게 자신의 그 모든 야망을 이루어 내는 데에는, 그가 속한 파리 사회의 모순적 구조들이 일조했다. 드 마렐 부인이나 포레스티 부인 같은 사교계 귀부인들은 풍족하고 안정적인 생활의 무료함에서 벗어나기 위해 애인과의 짜릿한 사랑을 꿈꾸고, 그들의 부도덕한 행위는 암묵적으로 묵인된다. 귀족들은 사치와 향락으로 재산을 탕진하고 생활고 때문에 자신의 작위를 부르주아에게 팔아넘긴다. 뒤루아 역시 교묘한 수를 써서 귀족 행세를 한다. 정치인들은 부패하여 전쟁과 언론을 이용해 자신의 이익을 챙기기에 바쁘고, 사회의 눈과 귀와 입이 되어야 할 언론 역시 정치인과 결탁하여 배를 불린다.
이러한 배금주의적 사회 분위기는 실제 당시 프랑스에 만연했기에 뒤루아나 그 주변 인물들의 행동은 설득력을 가진다. 1880년대 프랑스는 국내 경제를 살리기 위해 식민지 확장을 통해 시장을 개척했으며, 이를 통해 정치인들은 손쉽게 재산을 늘릴 수 있었다. 또한 1881년 출판언론의 자유가 보장되면서 일간지와 정기간행물 수가 폭발적으로 증가했으며, 독자를 많이 확보한 거대 언론사는 사회 여론을 형성하는 데에 큰 영향을 미쳤다. 언론이 정치와 결탁하여 권력을 조작하고 생성해 낼 수 있는 여건이 이때부터 커져 갔다.
당시 파리의 타락해 가는 정치, 사회, 문화를 한 점의 허구 없이 사실적으로 묘사하고, 이를 바탕으로 벨아미가 수단과 방법을 가리지 않고 자신의 욕망을 이루어 나가며 승승장구하는 모습을 생생히 보여 준 모파상은 결국 선과 악의 경계가 허물어진 인간 사회의 모습을 냉정하게 묘사함으로써 사회 밑바닥에 깔려 있는 인생의 참모습을 보여 주고자 했던 것이다.